# Арай (Туркестанская область)
Арай (каз. Арай, до 1993 г. — Октябрь) — село в Жетысайском районе Туркестанской области Казахстана. Входит в состав аульного округа Жолдасбая Ералиева. Код КАТО — 514439800.

## Население
В 1999 году население села составляло 1688 человек (855 мужчин и 833 женщины). По данным переписи 2009 года, в селе проживало 2108 человек (1078 мужчин и 1030 женщин).